# ماساشي وادا
ماساشي وادا (باليابانية: 和田 昌士) (11 أبريل 1997 في كاناغاوا في اليابان – )؛ هو لاعب كرة قدم ياباني سابق كان يلعب كمهاجم.

## وصلات خارجية
- ماساشي وادا على موقع رابطة كرة القدم اليابانية للمحترفين (اليابانية)
- ماساشي وادا على موقع قاعدة بيانات كرة القدم.إي يو (الإنجليزية)
- ماساشي وادا على موقع Soccerbase.com (لاعب) (الإنجليزية)
- ماساشي وادا على موقع Soccerway.com (الإنجليزية)
- ماساشي وادا على موقع عالم كرة القدم.نت (الإنجليزية)
- ماساشي وادا على موقع كووورة